# Мег Мастерс
Мег Мастерс (англ. Meg Masters) — вигадана персонажка американського містичного серіалу Надприродне, створеного компанією Warner Brothers, чорноока демониця, спочатку помічниця Азазеля і Люцифера, після — соратниця Вінчестерів.
Мег готували до ролі мучительниці і вона вчилася тортурам у Аластера. Спочатку працювала на Азазеля, і за його завданням стежила за Семом Вінчестером, коли він покинув Стенфорд. Називала Азазеля батьком, а той, у свою чергу, ставився до неї як до дочки. Її першої посудиною стала студентка Мег Мастерс, саме так до неї зверталися і згодом. Другою посудиною стала дівчина з округу Чібойган (штат Мічиган), яка приїхала в Лос-Анджелес, щоб стати актрисою. Після своєї другої появи проявляла підвищену увагу до Кастіеля, але ніяк не могла розібратися зі своїми почуттями, пробувши демоницею занадто довгий час. Мег не могла б бути з ним поруч, так як він ангел, а вона — демониця. Стосунки Мег з Вінчестерами змінювалися протягом декількох сезонів. З ворога вона перетворилася в союзницю. В остаточному підсумку вона пожертвувала собою, щоб дати Сему, Діну і Касу піти від Кроулі і допомогти закрити Брама Пекла.

## Здібності
- Безсмертя — демони можуть бути вбиті тільки надприродними предметами, деякими заклинаннями або ж більш могутніми істотами.

- Невразливість — Мег має імунітет до звичайної зброї.

- Телекінез — може пересувати і відштовхувати предмети або ж людей однією лише силою думки.

- Біокінез — здатна викликати внутрішні кровотечі силою думки. Крім того, це подіяло і на Короля Пекла — Кроулі.

- Телепортація — може змінювати своє місце розташування в певному масштабі.

- Здібності до тортур — вона вчилася тортурам у Аластера і готувалася до посту мучительниці в Пеклі, так що вона добре розбирається в тортурах і може протистояти болю.

- Одержимість — як і всім демонам, Мег потрібна посудина щоб пересуватися по землі.

- Сприйнятливість до надприродного — Мег може бачити справжні обличчя демонів і пекельних псів.

## Слабкості
- Сильніші істоти — такі істоти, як Бог, Темрява, Смерть, архангели, ангели, з легкістю вб'ють Мег.

- Надприродна зброя — така зброя, як Ніж Рубі, Кольт, Серп Смерті, Перший Клинок, клинок ангела та інше, здатні вбити Мег.

- Свята вода — завдає сильної шкоди.

- Антидемонські символи — послаблюють демонів.